# Ferdinand Schröder (Pfarrer)

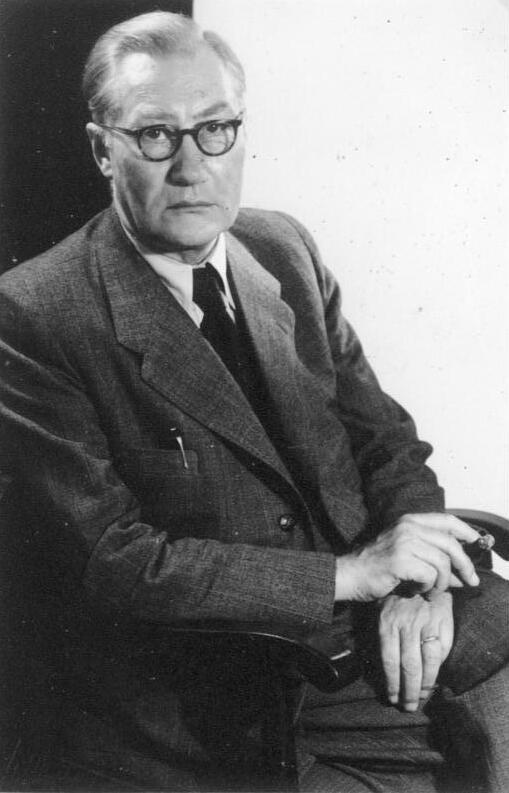
Ferdinand Schröder

Hans Wilhelm Ferdinand Schröder (* 10. September 1892 in Nortorf; † 8. September 1978 in Schorndorf) war ein deutscher lutherischer Pfarrer und Oberkirchenrat.

## Leben
Ferdinand Schröder besuchte 1905 bis 1912 das Humanistische Gymnasium in Husum und legte dort sein Abitur ab. Ab 1912 studierte er Theologie an den Universitäten in Straßburg und Erlangen. Nach dem Ausbruch des Ersten Weltkrieges wurde er 1914 Soldat, 1916 Leutnant der Reserve.
Erst in der Weimarer Republik setzte Ferdinand Schröder 1919 sein Theologiestudium in Kiel fort, wo er bis 1921 beide theologischen Examina ablegte. Im selben Jahr heiratete er am 10. Juli Margarete, geborene Eggers, um dann für vier Jahre nach Brasilien zu gehen; zunächst nach Sertão Santana, 1923 bis September 1925 nach São Leopoldo.
Zurück in Deutschland, arbeitete er von 1925 bis November 1931 als Pfarrer in Neuenbrook (Holstein), erlangte aber schon im April 1931 seinen Titel als Doktor der Philosophie.
Im November 1931 ging er als Pfarrer nach Schönefeld bei Berlin, wo er mit Beginn des Jahres 1932 zunächst nebenamtlich die Geschäftsführung der Evangelischen Auswandererfürsorge in Berlin betrieb, im Deutschen Reich von Oktober 1936 bis nach dem Beginn des Zweiten Weltkrieges bis 31. März 1940 dann hauptamtlich. Schon am 1. März 1940 wurde ihm die Amtsbezeichnung Oberkirchenrat verliehen. Teils parallel war Ferdinand Schröder vom 26. August 1939 bis 26. April 1941 „Abteilungskommandeur beim Artillerieregiment 205 als Hauptmann der Reserve“, anschließend dort bis April 1945 als Major der Reserve, unterbrochen nur durch einen viermonatigen Lazarett-Aufenthalt ab Dezember 1942.

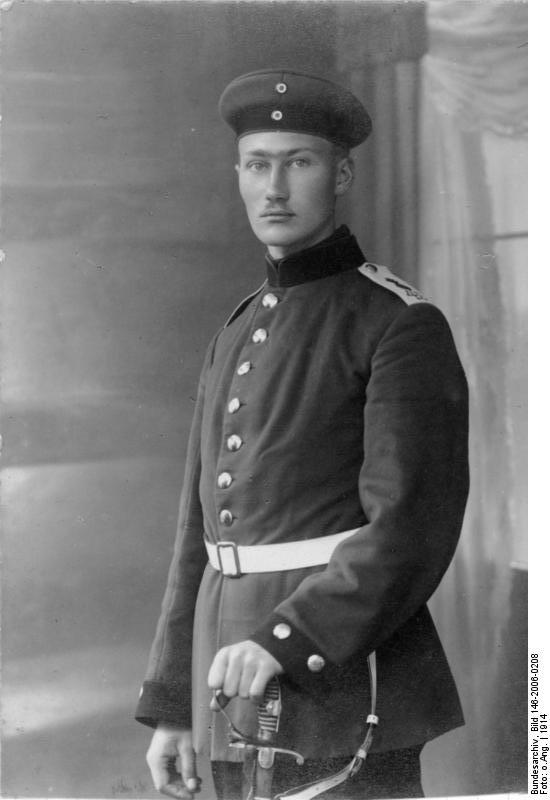
In Soldaten-Uniform, 1914
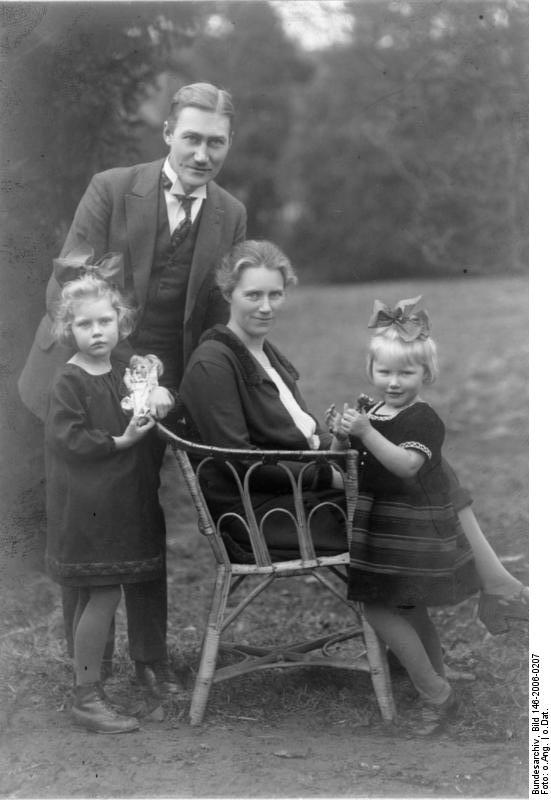
Ehepaar Schröder in Neuenbrock mit den Töchtern Erica und Gertrud, nach 1926
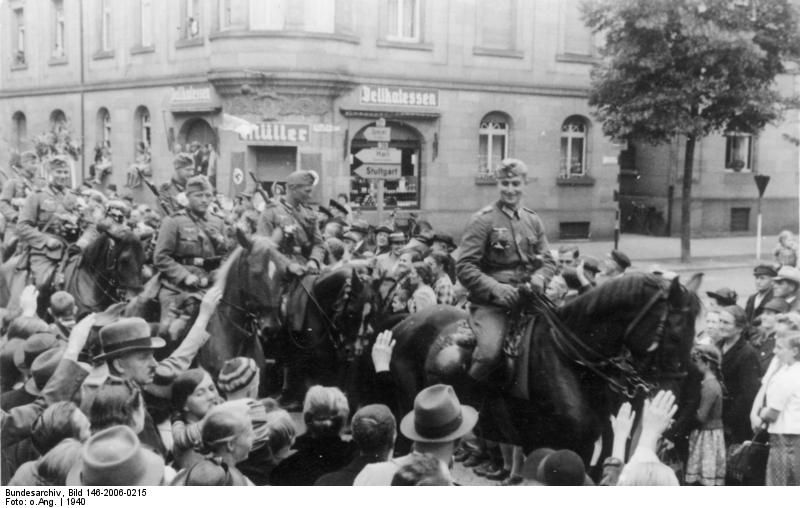
Einzug in Heilbronn, 1940
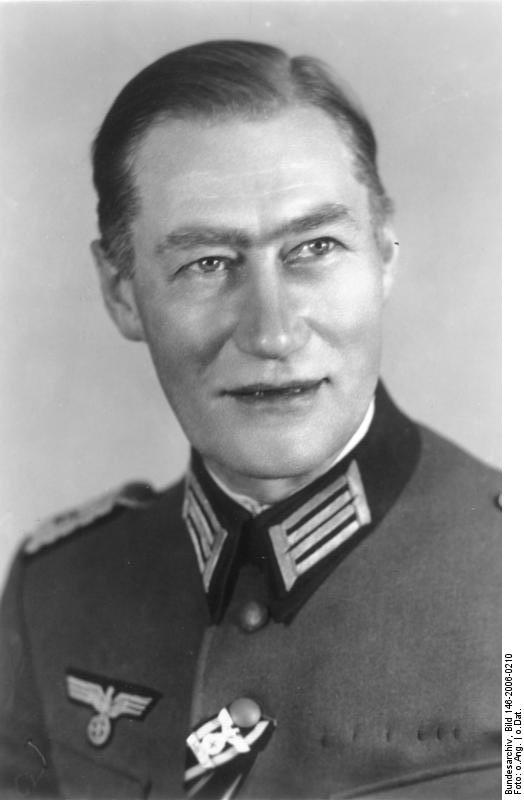
Der Major im Dritten Reich
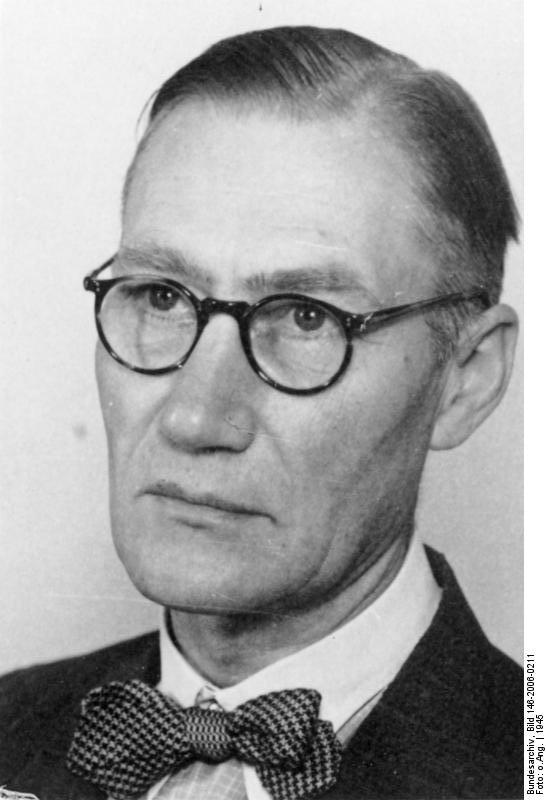
Als Oberkirchenrat 1945

Vom 1. Mai bis 1. August 1945 versah Schröder einen ehrenamtlichen Pfarrdienst in Isny (Württemberg). Noch im August 1945 wurde er Pfarrverweser, ab Dezember desselben Jahres bis 30. Juni 1946 in Frankenbach.

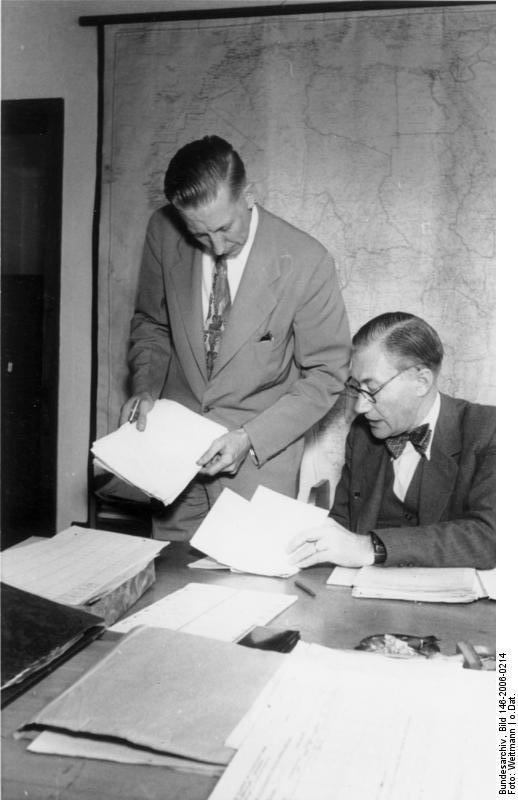
Mit dem amerikanischen Theologen Gerhard Dietrich (links) in Stuttgart

Zum 1. Juli 1946 wurde Ferdinand Schröder Referent im Zentralbüro des Hilfswerkes der Evangelischen Kirche in Deutschland, baute dort eine Abteilung für Auswanderung auf und wurde noch im selben Jahr Leiter dieser Abteilung; eine Stelle, die er bis 1959 innehatte (1955 bis 1959 Zentralstelle für die evangelische Auswandererbetreuung).
1959 ging Ferdinand Schröder in den Ruhestand, wurde jedoch im selben Jahr Mitglied des Auswanderungs-Ausschusses beim Weltrat der Kirchen in Genf. Schröder war ebenfalls Mitglied des Südamerika-Ausschusses der Vereinigten Evangelisch-Lutherischen Kirchen Deutschlands.

## Auszeichnungen
- Mai 1915: Eisernes Kreuz II. Klasse[1]
- 25. Juni 1940: Spange zum Eisernen Kreuz II. Klasse sowie Eisernes Kreuz I. Klasse[1]
- 20. Juli 1942: Medaille Winterschlacht im Osten 1941/42(Ostmedaille)[1]
- 30. Jan. 1944: Kriegsverdienstkreuz II. Klasse[1]
- 13. Juli 1956: Verdienstkreuz Erster Klasse des Verdienstordens der Bundesrepublik Deutschland[1]

## Werke und Nachlass
Durch die Tochter Ferdinand Schröders, Ingrid Grüninger, wurde der Nachlass in Form von 28 Archivalieneinheiten (circa 1 lfm.) dem Bundesarchiv angeboten. Abgesehen von wenigen Druckschriften sowie Aquarellen des Vaters wurde ein Findbuch zum Nachlass N 1606 Schröder, Ferdinand angelegt. „Für die Bände mit den Signaturen N 1606/1-5 liegen die Abschriften der Lebenserinnerungen, Tagebücher und Briefe auch in digitaler Form im zuständigen Fachreferat vor. Dem Nachlass wurden einige Fotografien entnommen, die unter den Signaturen Bild 146/2006/207 bis 216 im Bildarchiv des Bundesarchivs zugänglich sind. Die Fotografien sind im Anschluss an das Findbuch zum Bestand N1606 Ferdinand Schröder aufgeführt.“
Durch eine Kooperation des Bundesarchivs mit der Wikimedia Foundation wurden über Commons digitalisierte Abbildungen von Ferdinand Schröder der Allgemeinheit zur Verfügung gestellt.